# Sofie Vermeer
Sofie Vermeer (Odijk, 23 oktober 2003) is een voetbalspeelster uit Nederland. Ze kwam uit in de jeugdopleiding van FC Twente, maar sinds 2024 is Vermeer teruggekeerd bij SV Saestum.

## Clubcarrière
Sofie Vermeer begon met voetballen bij de Bambino's van SV Odijk. Hier speelde ze in verschillende jongensteams. Later maakte ze de overstap naar SV Saestum. Na hier meerdere jaren te hebben gevoetbald, maakte Vermeer de overstap naar de jeugdacademie van PSV. Op 18 juni 2021 maakte PSV bekend dat Vermeer was vertrokken uit de jeugdacademie van PSV.
Sofie Vermeer sloot zich aan bij de jeugdacademie van FC Twente. Vermeer had een vaste basisplaats in het jeugdteam van FC Twente.
Op 18 augustus maakte Vermeer haar debuut in de wedstrijdselectie van FC Twente in een met 13-0 gewonnen duel tegen Anenii Noi uit Moldavië in de kwalificatie van de Champions League. Eén seizoen later maakte Vermeer ook deel uit van de selectie van het tweeluik tegen BK Häcken. Op oktober 2023 maakte Vermeer tevens voor het eerst deel uit van de selectie van FC Twente in de Azerion Vrouwen Eredivisie in een uitduel tegen ADO Den Haag. Een debuut voor het eerste elftal van de Tukkers bleef uit.
In 2024 is Vermeer teruggekeerd bij SV Saestum, waar ze voor het eerste vrouwenteam uitkomt in de topklasse. Vermeer wist in het seizoen 2024/25 met de amateurclub uit Zeist de halve finale van de KNVB Beker te halen.

## Statistieken
| Seizoen | Club      | Land      | Competitie         | Wedstrijden | Doelpunten |
| ------- | --------- | --------- | ------------------ | ----------- | ---------- |
| 2023/24 | FC Twente | Nederland | Vrouwen Eredivisie | 0           | 0          |
| Totaal  | Totaal    | Totaal    | Totaal             | 0           | 0          |

Bijgewerkt t/m 1 december 2024.

## Interlandcarrière
Sofie Vermeer was al sinds ze bij SV Saestum speelde jeugdinternational van Oranje. Ze begon bij Nederland onder 12 en was ook lang onderdeel van Nederland onder 15.